# Генрих Хантингдонский
Эта статья о средневековом английском историке. Статью о сыне шотландского короля Давида I см.: Генрих Шотландский, граф Хантингдон.
Генрих Хантингдонский, или Генрих Гентингдонский (англ. Henry of Huntingdon, лат. Henricus Huntendonensis, Henricus Huntendunensis; около 1084 — около 1155 или 1157) — средневековый английский историк, хронист и поэт, архидиакон Хантингдона, автор «Истории английского народа» (лат. Historia Anglorum).

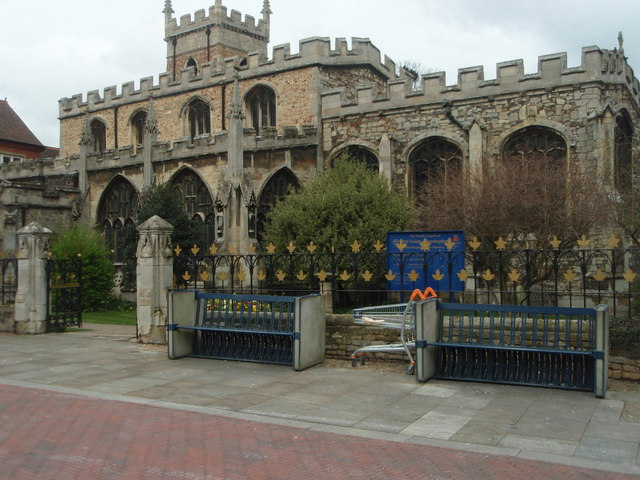
Церковь Всех Святых в Хантингдоне (X в.)

## Биография
О жизни Генриха Хантингдонского известно немногое. Родился он около 1088 года в Хантингдоне (Кембриджшир) в семье местного архидьякона Николаса, выходца из знатного нормандского рода Гланвилей, переселившихся в Англию вместе с Вильгельмом Завоевателем. Получил начальное образование при дворе Роберта Блоэ, епископа Линкольна (1093—1123) и канцлера короля Вильгельма II Рыжего, позднее, по его собственным словам, учился во Франции, у знаменитого богослова и схоласта Ансельма Лаонского (ум. 1117), автора «Ординарной глоссы» на Священное писание.
После смерти в 1010 году своего отца, вопреки нормам канонического права, унаследовал его должность архидиакона Хантингдона и Херефорда, которую занимал до конца жизни. Находился на службе у преемника Роберта Блоэ, епископа Александра Блуаского (1123—1148), по рекомендации которого написал свой главный труд — «Историю английского народа». 
В качестве каноника Линкольнского собора сопровождал местных епископов в поездках к королевскому двору и на церковные соборы. В 1138—1139 годах вместе с архиепископом Кентерберийским Теобальдом участвовал в заседаниях Второго Латеранского собора в Риме. По пути туда останавливался в бенедиктинском аббатстве Ле-Бек в Нормандии, познакомившись там с известным историком Робертом де Ториньи, упомянувшем об их встрече в предисловии к своей хронике. 
Поддерживал также тесные связи с аббатством Рамси (Хантингдоншир), двух настоятелей которого, Альдуина и Реджинальда, называл в своих трудах литературными друзьями и покровителями. Умер в 1155 или 1157 году. Похоронен был в старом Линкольнском соборе, в 1185 году разрушенном землетрясением, после чего могила была утрачена.
Подобно своему отцу, вопреки нормам целибата, имел, как минимум, одного сына Адама, также ставшего священником, сын которого по имени Аристотель в конце XII — начале XIII в. служил королевским судьёй и, как и его отец, носил титул магистра.

## Сочинения

### «История английского народа»
«История английского народа», или «История англов» (лат. Historia Anglorum) охватывает период от римского вторжения в Британию в 43 году до н. э. до вступления на престол Генриха II в 1154 году, и в окончательном своём варианте разделяется на 10 примерно равных по размеру книг. Первая редакция её, составленная около 1135 года, состояла из семи книг и излагала события до конца правления короля Генриха I Боклерка. Спустя полтора десятилетия возникла другая, дополненная восьмой книгой, посвящённой началу феодальной войны и захвату власти Стефаном Блуаским, а около 1154 года была написана третья, две последние книги которой содержали рассказ о возвышении и приходе к власти Генриха II Плантагенета, причём девятая включала ещё и текст трактата Генриха «Summitatibus Rerum». В приложении к «Истории англов» приводились хронологические таблицы, содержавшие списки царей древней Ассирии, Иудеи, Персии, Македонии и Рима.
Примерно 75 % этого сочинения представляет собой пересказ, перевод или прямое изложение трудов более ранних авторов, в том числе «Хроники» Иеронима Стридонского, «О цезарях» Аврелия Виктора, «Бревиария» Флавия Евтропия (IV в. н. э.), продолжавшей его «Римской истории» Павла Диакона (около 770 г.), «Церковной истории англов» Беды Достопочтенного (около 732 г.), «Истории бриттов» Ненния (IX в.), «Англосаксонской хроники» (X—XI вв.), «Смешанной истории» Ландульфа Сагакса (XI в.), «Деяний первых герцогов Нормандии» Дудо Сен-Кантенского (1020-е гг.), «Деяний нормандских герцогов» Гийома Жюмьежского (1073), «Деяний Вильгельма» Гийома из Пуатье (1077), «Правдивой хроники» Мариана Скота (1082), анонимных «Деяний франков» (1100), из которых заимствованы сведения о Первом крестовом походе, а также «Истории королей Британии» Гальфрида Монмутского (1136), с рукописью которой Генрих познакомился в 1139 году в нормандском монастыре Бек, отвергнув, однако, историко-мифологическую концепцию её автора.
В предисловии Генрих излагает собственные историософские взгляды, восходящие к концепции Блаженного Августина. Изменчивость судеб его родной страны является, по его словам, наглядным проявлением «гнева Божьего» (лат. ultio divina). За грехи населявших Англию народов Господь послал на них пять тяжких кар: покорение римлянами, набеги пиктов и скоттов, нашествие англов и саксов, сопровождавшееся резнёй бриттов, опустошительные вторжения данов и, наконец, нормандское завоевание.
Наиболее ценны те части «Истории англов», которые охватывают период между 1126 и 1154 годами, то есть конец правления Генриха I Боклерка и эпоху феодальной анархии при Стефане Блуаском, современником которых являлся автор. Эта наиболее оригинальная части хроники переделывалась и дополнялась Генрихом Хантингдонским не менее пяти раз, в зависимости от политических интересов побеждавших группировок светских и церковных феодалов, включая покровителя хрониста Александра Блуаского. Изложение истории у Генриха отличается драматизмом и поэтичностью, что обеспечило популярность его работы в средние века и её влияние на творчество более поздних авторов, хотя по точности и полноте эта работа значительно уступает «Истории английских королей» и «Новой истории» Вильяма Мальмсберийского. Кроме того, в своей книге Генрих много внимания уделяет национальным вопросам и обоснованию прав нормандцев на власть над Англией и Уэльсом.
В основе структурного деления «Истории английского народа» лежат пять великих завоеваний Британии: римлянами, пиктами и скоттами, англосаксами, викингами и норманнами. Работа (в редакции 1135 года) состоит из семи книг:
1. Правление римлян (DE REGNO ROMANORVM IN BRITANNIA);
2. Прибытие англосаксов (DE ADVENTU ANGLORVM);
3. Крещение англосаксов (DE CONVERSIONE ANGLORVM);
4. Правление англосаксов (DE REGNO ANGLORVM);
5. Датские войны (DE BELLIS DACORVM);
6. Прибытие нормандцев (DE ADVENTU NORMANNORVM);
7. Правление нормандцев (DE REGNO NORMANNORVM).

Более поздние редакции «Истории английского народа» включали в себя до трёх дополнительных книг: жития английских святых и легенды о чудесах, а также выдержки из «Истории королевства Британия» Гальфрида Монмутского.
Именно Генрих Хантингдонский впервые применил по отношению к англосаксонским королевствам термин «гептархия». Oднако лишь в XVI веке, после выхода «Historia Anglorum» в печатном виде, понятие вошло в оборот.
Научно-академическое издание «Истории английского народа» Генриха Хантингтонского опубликовано было в 1879 году Томасом Арнольдом в Лондоне в академической Rolls Series, и в конце XX века репринтным способом переиздавалось. Комментированный русский перевод подготовлен был к зданию в 2015 году российским историком-медиевистом С. Г. Мереминским, под эгидой Русского фонда содействия науке и образованию.

### Другие произведения
Придворный антикварий Генриха VIII Тюдора Джон Лиланд в своём труде «Collectanea» утверждал, что перу Генриха Хантингдонского принадлежали ещё восемь книг эпиграмм, а также такие сочинения, как «De Amore», «De Herbis», «De Aromatibus», «De Gemmis» и «De Lege Domini», адресованное монахам Питерборо. Две книги эпиграмм Генриха находятся в конце рукописи его «Истории» из собрания Ламбетского дворца, но ни одно из остальных произведений, названных Лиландом, до нас не дошло.
Один из наиболее примечательных эпистулов «De contemptu mundi», написанный Генрихом, вероятно в 1135 году, посвящён упокоившемуся архидиакону Вальтеру. В нём содержится едкая критика пороков того времени.

## Издания
- Генрих Хантингдонский. История англов / Пер. с лат., ст. и комм. С. Г. Мереминского. — М.: Русский Фонд содействия образованию и науке; Ун-т Дмитрия Пожарского, 2015. — 608 ил. — (Исторические источники). — ISBN 978-5-91244-046-5.

- The Chronicle of Henry of Huntingdon: Comprising the History of England, from the Invasion of Julius Cæsar to the Accession of Henry II. Also, The Acts of Stephen, King of England and Duke of Normandy. Edited and translated by Thomas Forester. — London: H. G. Bohn, 1853. — 442 p.
- Henry, Archdeacon of Huntingdon. Historia Anglorum — The History of the English People 1000–1154. Transl. by D. Greenaway. — Oxford University Press, 2002. — ISBN 0-19-284075-4.